# Division IIA du Championnat du monde moins de 18 ans de hockey sur glace 2016
Navigation
Division IIA en 2015 Division IIA en 2017
Le tournoi de la Division II A du Championnat du monde moins de 18 ans de hockey sur glace 2016 se déroule du 4 au 10 avril 2016 à la Patinoire olympique (en roumain : Patinoarul Olimpic (en)) de Brașov en Roumanie.

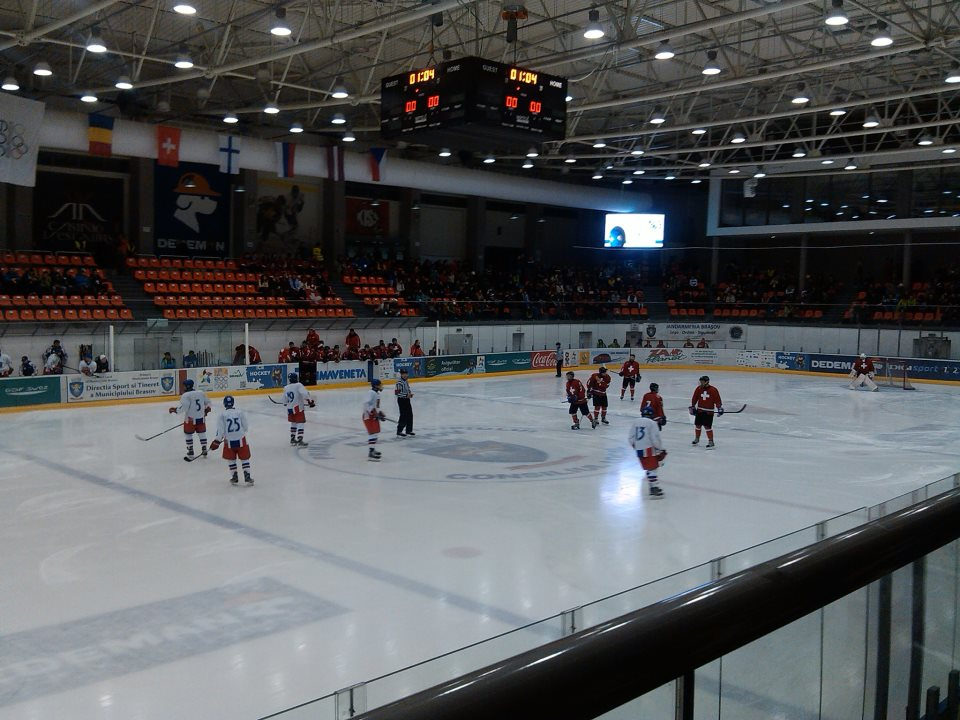
Vue de l'intérieur de la patinoire olympique de Brașov.

| \| Localisation de Brașov en Roumanie. \| Localisation de Brașov en Roumanie. |
| Localisation de Brașov en Roumanie.                                           |

## Format de la compétition

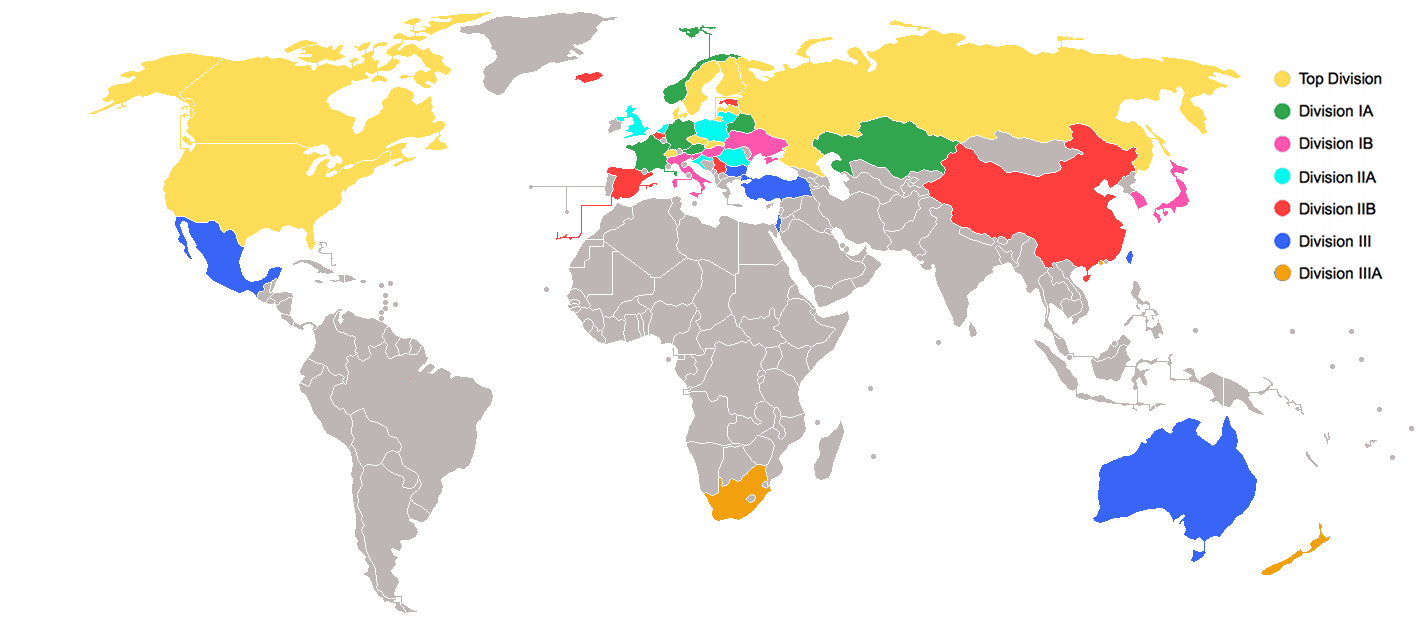
Pays participant au Championnat du monde moins de 18 ans de hockey sur glace 2016.

Le Championnat du monde moins de 18 ans de hockey sur glace 2016 se dispute en plusieurs compétitions distinctes, en fonction des Divisions.
Le groupe principal (Division Élite) regroupe 10 équipes réparties en deux poules de 5 qui disputent un tour préliminaire. Les 4 premiers de chaque poule sont qualifiés pour les quarts de finale. Les derniers de chaque poule disputent une poule de maintien jouée au meilleur des 3 matches. Le perdant est relégué en Division IA pour l'édition 2017.
Pour les autres divisions qui comptent 6 équipes (sauf la Division III B qui en compte 3), les équipes s’affrontent entre elles et, à l'issue de cette compétition, le premier est promu dans la division supérieure et le dernier est relégué dans la division inférieure.
Lors des phases de poule, les points sont attribués ainsi :
- victoire : 3 points ;
- victoire en prolongation ou aux tirs de fusillade : 2 points ;
- défaite en prolongation ou aux tirs de fusillade : 1 point ;
- défaite : 0 point.

## Nations participantes
- Croatie
- Grande-Bretagne
- Lituanie, relégué de la Division I B en 2015
- Pays-Bas
- Pologne
- Roumanie, pays hôte, promu de la Division II B en 2015

## Résultats
| 4 avril 2016 | Pologne | 7-2 (1-1, 3-0, 3-1) | Croatie | Patinoarul Olimpic |

| Feuille de match | Feuille de match | Feuille de match | Feuille de match | Feuille de match              |
| ---------------- | ---------------- | ---------------- | ---------------- | ----------------------------- |
|                  |                  |                  |                  | Arbitrage : Juges de lignes : |
|                  |                  |                  |                  |                               |
|                  |                  |                  |                  |                               |
|                  |                  |                  |                  |                               |

| 4 avril 2016 | Grande-Bretagne | 2-5 (0-2, 1-2, 1-1) | Lituanie | Patinoarul Olimpic |

| Feuille de match | Feuille de match | Feuille de match | Feuille de match | Feuille de match              |
| ---------------- | ---------------- | ---------------- | ---------------- | ----------------------------- |
|                  |                  |                  |                  | Arbitrage : Juges de lignes : |
|                  |                  |                  |                  |                               |
|                  |                  |                  |                  |                               |
|                  |                  |                  |                  |                               |

| 4 avril 2016 | Roumanie | 8-1 (1-0, 4-0, 3-1) | Pays-Bas | Patinoarul Olimpic |

| Feuille de match | Feuille de match | Feuille de match | Feuille de match | Feuille de match              |
| ---------------- | ---------------- | ---------------- | ---------------- | ----------------------------- |
|                  |                  |                  |                  | Arbitrage : Juges de lignes : |
|                  |                  |                  |                  |                               |
|                  |                  |                  |                  |                               |
|                  |                  |                  |                  |                               |

| 5 avril 2016 | Croatie | 1-7 (1-3, 0-2, 0-2) | Grande-Bretagne | Patinoarul Olimpic |

| Feuille de match | Feuille de match | Feuille de match | Feuille de match | Feuille de match              |
| ---------------- | ---------------- | ---------------- | ---------------- | ----------------------------- |
|                  |                  |                  |                  | Arbitrage : Juges de lignes : |
|                  |                  |                  |                  |                               |
|                  |                  |                  |                  |                               |
|                  |                  |                  |                  |                               |

| 5 avril 2016 | Pays-Bas | 1-10 (0-5, 0-5, 1-0) | Pologne | Patinoarul Olimpic |

| Feuille de match | Feuille de match | Feuille de match | Feuille de match | Feuille de match              |
| ---------------- | ---------------- | ---------------- | ---------------- | ----------------------------- |
|                  |                  |                  |                  | Arbitrage : Juges de lignes : |
|                  |                  |                  |                  |                               |
|                  |                  |                  |                  |                               |
|                  |                  |                  |                  |                               |

| 5 avril 2016 | Roumanie | 6-1 (2-0, 2-0, 2-1) | Lituanie | Patinoarul Olimpic |

| Feuille de match | Feuille de match | Feuille de match | Feuille de match | Feuille de match              |
| ---------------- | ---------------- | ---------------- | ---------------- | ----------------------------- |
|                  |                  |                  |                  | Arbitrage : Juges de lignes : |
|                  |                  |                  |                  |                               |
|                  |                  |                  |                  |                               |
|                  |                  |                  |                  |                               |

| 7 avril 2016 | Grande-Bretagne | 5-2 (1-1, 1-0, 3-1) | Pays-Bas | Patinoarul Olimpic |

| Feuille de match | Feuille de match | Feuille de match | Feuille de match | Feuille de match              |
| ---------------- | ---------------- | ---------------- | ---------------- | ----------------------------- |
|                  |                  |                  |                  | Arbitrage : Juges de lignes : |
|                  |                  |                  |                  |                               |
|                  |                  |                  |                  |                               |
|                  |                  |                  |                  |                               |

| 7 avril 2016 | Lituanie | 6-3 (2-0, 4-1, 0-2) | Croatie | Patinoarul Olimpic |

| Feuille de match | Feuille de match | Feuille de match | Feuille de match | Feuille de match              |
| ---------------- | ---------------- | ---------------- | ---------------- | ----------------------------- |
|                  |                  |                  |                  | Arbitrage : Juges de lignes : |
|                  |                  |                  |                  |                               |
|                  |                  |                  |                  |                               |
|                  |                  |                  |                  |                               |

| 7 avril 2016 | Pologne | 10-3 (2-1, 5-0, 3-2) | Roumanie | Patinoarul Olimpic |

| Feuille de match | Feuille de match | Feuille de match | Feuille de match | Feuille de match              |
| ---------------- | ---------------- | ---------------- | ---------------- | ----------------------------- |
|                  |                  |                  |                  | Arbitrage : Juges de lignes : |
|                  |                  |                  |                  |                               |
|                  |                  |                  |                  |                               |
|                  |                  |                  |                  |                               |

| 8 avril 2016 | Lituanie | 4-1 (2-0, 2-0, 0-1) | Pays-Bas | Patinoarul Olimpic |

| Feuille de match | Feuille de match | Feuille de match | Feuille de match | Feuille de match              |
| ---------------- | ---------------- | ---------------- | ---------------- | ----------------------------- |
|                  |                  |                  |                  | Arbitrage : Juges de lignes : |
|                  |                  |                  |                  |                               |
|                  |                  |                  |                  |                               |
|                  |                  |                  |                  |                               |

| 8 avril 2016 | Pologne | 9-1 (3-0, 1-1, 5-0) | Grande-Bretagne | Patinoarul Olimpic |

| Feuille de match | Feuille de match | Feuille de match | Feuille de match | Feuille de match              |
| ---------------- | ---------------- | ---------------- | ---------------- | ----------------------------- |
|                  |                  |                  |                  | Arbitrage : Juges de lignes : |
|                  |                  |                  |                  |                               |
|                  |                  |                  |                  |                               |
|                  |                  |                  |                  |                               |

| 8 avril 2016 | Croatie | 0-4 (0-0, 0-2, 0-2) | Roumanie | Patinoarul Olimpic |

| Feuille de match | Feuille de match | Feuille de match | Feuille de match | Feuille de match              |
| ---------------- | ---------------- | ---------------- | ---------------- | ----------------------------- |
|                  |                  |                  |                  | Arbitrage : Juges de lignes : |
|                  |                  |                  |                  |                               |
|                  |                  |                  |                  |                               |
|                  |                  |                  |                  |                               |

| 10 avril 2016 | Lituanie | 1-7 (0-4, 0-0, 1-3) | Pologne | Patinoarul Olimpic |

| Feuille de match | Feuille de match | Feuille de match | Feuille de match | Feuille de match              |
| ---------------- | ---------------- | ---------------- | ---------------- | ----------------------------- |
|                  |                  |                  |                  | Arbitrage : Juges de lignes : |
|                  |                  |                  |                  |                               |
|                  |                  |                  |                  |                               |
|                  |                  |                  |                  |                               |

| 10 avril 2016 | Pays-Bas | 1-2 (0-0, 0-1, 1-1) | Croatie | Patinoarul Olimpic |

| Feuille de match | Feuille de match | Feuille de match | Feuille de match | Feuille de match              |
| ---------------- | ---------------- | ---------------- | ---------------- | ----------------------------- |
|                  |                  |                  |                  | Arbitrage : Juges de lignes : |
|                  |                  |                  |                  |                               |
|                  |                  |                  |                  |                               |
|                  |                  |                  |                  |                               |

| 10 avril 2016 | Grande-Bretagne | 3-6 (0-1, 2-4, 1-1) | Roumanie | Patinoarul Olimpic |

| Feuille de match | Feuille de match | Feuille de match | Feuille de match | Feuille de match              |
| ---------------- | ---------------- | ---------------- | ---------------- | ----------------------------- |
|                  |                  |                  |                  | Arbitrage : Juges de lignes : |
|                  |                  |                  |                  |                               |
|                  |                  |                  |                  |                               |
|                  |                  |                  |                  |                               |

## Classement final
| Clt   | Équipe          | PJ | V | VP | D | DP | BP | BC | Diff | Pts |
| ----- | --------------- | -- | - | -- | - | -- | -- | -- | ---- | --- |
| +001, | Pologne         | 5  | 5 | 0  | 0 | 0  | 43 | 8  | +35  | 15  |
| +002, | Roumanie        | 5  | 4 | 0  | 1 | 0  | 27 | 15 | +12  | 12  |
| +003, | Lituanie (R)    | 5  | 3 | 0  | 2 | 0  | 17 | 19 | -2   | 9   |
| +004, | Grande-Bretagne | 5  | 2 | 0  | 3 | 0  | 18 | 23 | -5   | 6   |
| +005, | Croatie         | 5  | 1 | 0  | 4 | 0  | 8  | 25 | -17  | 3   |
| +006, | Pays-Bas (P)    | 5  | 0 | 0  | 5 | 0  | 6  | 29 | -23  | 0   |

- Promu en Division I B en 2017
- Relégué en Division II B en 2017

Pour les significations des abréviations, voir statistiques du hockey sur glace.

## Récompenses et statistiques individuelles
Meilleurs joueurs
- Gardien : Örs Adorjan (Roumanie)
- Défenseur : Jakub Michałowski (Pologne)
- Attaquant : Dominik Bogdziul (Lituanie)

| Rang | Joueur               | Pays     | PJ | B  | A  | Pts | Pun | +/− |
| ---- | -------------------- | -------- | -- | -- | -- | --- | --- | --- |
| 1    | Dominik Paś          | Pologne  | 5  | 10 | 2  | 12  | 6   | +6  |
| 2    | Dominik Bogdziul     | Lituanie | 5  | 7  | 5  | 12  | 16  | +2  |
| 3    | Zoltan Sandor        | Roumanie | 5  | 6  | 6  | 12  | 0   | +4  |
| 4    | Alan Łyszczarczyk    | Pologne  | 5  | 2  | 10 | 12  | 12  | +9  |
| 5    | Bartłomiej Jeziorski | Pologne  | 5  | 5  | 6  | 11  | 0   | +13 |
| 6    | Szilars Rokaly       | Roumanie | 5  | 6  | 4  | 10  | 4   | +4  |
| 7    | Dominik Olszewski    | Pologne  | 5  | 2  | 8  | 10  | 0   | +6  |
| 8    | Patryk Krężołek      | Pologne  | 5  | 5  | 4  | 9   | 4   | +7  |
| 9    | Dominik Jarosz       | Pologne  | 5  | 5  | 3  | 8   | 4   | +8  |
| 10   | Balasz Gajdo         | Roumanie | 5  | 3  | 4  | 7   | 8   | +5  |

| Rang | Joueur            | Pays            | MJ | Min          | BC | Moy  | %Arr  | Bl |
| ---- | ----------------- | --------------- | -- | ------------ | -- | ---- | ----- | -- |
| 1    | Örs Adorjan       | Roumanie        | 5  | 292 min 2 s  | 12 | 2,47 | 92,50 | 1  |
| 2    | Kamil Lewartowski | Pologne         | 5  | 299 min 46 s | 8  | 1,60 | 91,30 | 0  |
| 3    | Elvinas Karla     | Lituanie        | 5  | 294 min 29 s | 18 | 3,67 | 89,41 | 0  |
| 4    | Vito Nikolić      | Croatie         | 4  | 210 min 50 s | 17 | 4,84 | 87,86 | 0  |
| 5    | Jordan Lawday     | Grande-Bretagne | 4  | 230 min 38 s | 16 | 4,16 | 85,84 | 0  |
| 6    | Tom Barendregt    | Pays-Bas        | 4  | 184 min 56 s | 18 | 5,84 | 84,48 | 0  |

Pour les significations des abréviations, voir statistiques du hockey sur glace.
Nota : seuls sont classés les gardiens ayant joué au minimum 40 % du temps de jeu de leur équipe.